# Otto Neugebauer
Otto E. Neugebauer (Innsbruck, 26 de mayo de 1899 - Princeton, 19 de febrero de 1990) fue un matemático y astrónomo austriaco-estadounidense dedicado exclusivamente a la investigación de la historia de la ciencia, y en especial de la Astronomía. Fue un investigador tenaz, y el gran descubridor de la matemática babilónica. Ganó el Premio Balzan en 1986 para la historia de la ciencia.

## Trayectoria
Neugebauer nació en Innsbruck, Austria; su padre, Rudolph Neugebauer, era ingeniero de ferrocarriles. Sus padres murieron cuando era muy joven. Estuvo en la I Guerra Mundial como teniente de artillería; fue detenido y recluido en Italia, muy cerca de donde lo estuvo asimismo Ludwig Wittgenstein. En 1919, ingresó en la Universidad de Graz, donde estudió Ingeniería eléctrica y Física; pronto, en 1921, pasó a la Universidad de Múnich.
Tras la guerra, prosiguió su formación. De 1922 a 1924 estudió matemáticas en la Universidad de Gotinga con Richard Courant, Edmund Landau, y Emmy Noether. Luego, en 1924-25, estuvo en la Universidad de Copenhague, y se interesó por la historia de las matemáticas egipcias. Su tesis fue Die Grundlagen der ägyptischen Bruchrechnung (Los fundamentos del cálculo egipcio con fracciones, Springer, 1926), basado en el análisis del Papiro Rhind. Desde 1927 pudo ya enseñar historia de la matemática. Con todo, el primer artículo, de ese año, fue sobre historia de las matemáticas en Babilonia y los orígenes del sistema sexagesimal.
Neugebauer trabajó en el Papiro de Moscú, en San Petersburgo, durante 1928. En 1929, fundó la colección de Springer Quellen und Studien zur Geschichte der Mathematik, Astronomie und Physik, dedicada a la historia de las matemáticas. 
En 1931, Neugebauer fundó la revista Zentralblatt für Mathematik und ihre Grenzgebiete. Cuando Hitler llegó en 1933, Neugebauer se negó a prestar lealtad al régimen, por lo que fue cesado. En 1934, se fue a la Universidad de Copenhague, para explicar matemáticas; pero en 1936 se trasladó definitivamente a los EE. UU., a la Universidad de Brown, y se nacionalizó allí. Con el asiriólogo Abraham Sachs, publicó Mathematical Cuneiform Texts en 1945. Fundó el Departamento de Historia de las matemáticas en 1947. 
En suma, Neugebauer, que empezó como matemático, se dirigió primero a los egipcios y luego a los babilonios para hacer una indagación fundamental de la historia de la matemática más antigua. Su nombre es una referencia clave en la historia de la ciencia, y The Exact Sciences in Antiquity es un clásico, pero no ha sido traducido en España.

## Publicaciones

### Libros
- Ed., con Abraham Sachs, Mathematical Cuneiform Texts, American Oriental Series, vol. 29, New Haven: American Oriental Society, 1945.
- The Exact Sciences in Antiquity, Princeton, Princeton University Press, 1952; reimpressión: Nueva York, Dover, 1969.
- Astronomical Cuneiform Texts, 3 vols., Londres, 1956; 2ª ed., Nueva York, Springer, 1983. (Citado como ACT)
- The Astronomical Tables of al-Khwarizmi. Historiskfilosofiske Skrifter undgivet af Det Kongelige Danske Videnskabernes Selskab, Bind 4, n. 2. Copenhague, Ejnar Munksgaard, 1962.
- A History of Ancient Mathematical Astronomy, 3 vols., Berlín, Springer, 1975. (Citado como HAMA)[1][2][3]
- Astronomy and History: Selected Essays, Nueva York, Springer, 1983.

### Artículos
- "The Early History of the Astrolabe", Isis, 40 (1939): 240-56.
- "The Study of Wretched Subjects", Isis, 42 (1951): 111.
- "On the 'Hippopede' of Eudoxus", Scripta Mathematica, 19 (1953): 225-29.
- "Apollonius' Planetary Theory", Communications on Pure and Applied Mathematics, 8 (1955): 641-48.
- "The Equivalence of Eccentric and Epicyclic Motion According to Apollonius", Scripta Mathematica, 24 (1959): 5-21.
- "Thabit Ben Qurra 'On the Solar Year' and 'On the Motion of the Eighth Sphere'", Proceedings of the American Philosophical Society, 106 (1962): 264-98.
- "On the Allegedly Heliocentric Theory of Venus by Heraclides Ponticus", American Journal of Philology, 93 (1973): 600-601.
- "Notes on Autolycus", Centaurus, 18 (1973): 66-69.